# Danfoss
 (août 2010).
Si vous disposez d'ouvrages ou d'articles de référence ou si vous connaissez des sites web de qualité traitant du thème abordé ici, merci de compléter l'article en donnant les références utiles à sa vérifiabilité et en les liant à la section « Notes et références ».
Le groupe Danfoss est un producteur mondial de composants et de solutions pour la réfrigération et le conditionnement d'air, le chauffage et la gestion de l'eau, et des contrôles industriels. Son siège social se trouve à Nordborg, aujourd'hui rattaché à la commune de Sønderborg au Danemark. Le nom de l'entreprise est la contraction de « Danmark » (Danemark) et de « fosse » (flux).
Leur réseau de distribution de variateur de vitesse  couvre plus de 82 distributeurs et grossistes, à travers plus de 27 différents pays.

## Histoire
Danfoss a été fondé en 1933 par Mads Clausen. Il est aujourd'hui presque entièrement la propriété de The Bitten and Mads Clausen Foundation. En 2002, Danfoss a rejoint le Pacte mondial des Nations unies qui inclut neuf principes de responsabilité sociale et environnementale.
En septembre 2014, Danfoss acquiert pour 1,04 milliard d'euros l'entreprise finlandaise Vacon.
La société est dirigée de 2008 à 2017 par Niels Christiansen, devenu PDG de The Lego Group dès octobre 2017.
En janvier 2020, Eaton annonce la vente à Danfoss de ses activités hydrauliques qui emploie 11 000 personnes pour 3,3 milliards de dollars.

## Activité
Danfoss produit chaque jour environ 250 000 articles dans plus de 63 usines situées dans 19 pays. Son réseau commercial se compose de plus de 110 sociétés de vente et 100 agents et distributeurs. Danfoss a un chiffre d'affaires de 4,6 milliards d'euros (5,1 milliards de dollars) et emploie environ 26 000 personnes à travers le monde. 
Danfoss produit des composants et des solutions pour :
- réfrigération et conditionnement d'air ;
- chauffage ;
- Variateur de vitesse et convertisseur
- contrôle industriel ;
- hydraulique.